# Безсонов Михайло Михайлович
Михайло Михайлович Безсонов (5 грудня 1901, село Медвеже Ставропольської губернії, тепер смт Красногвардійське Красногвардійського району Ставропольського краю, Російська Федерація — 18 травня 1963) — радянський діяч, 3-й секретар ЦК КП(б) Молдавії, заступник голови Ради міністрів РРФСР, голова Краснодарського крайвиконкому і Челябінського облвиконкому. Депутат Верховної ради РРФСР 3-го скликання. Депутат Верховної ради СРСР 1—2-го скликань (в 1941—1950 роках).

## Життєпис
Народився в селянській родині. З 1910 до 1920 року наймитував у заможних селян.
У 1920—1924 роках — у Червоній армії. Служив молодшим командиром, брав участь у боях проти басмачів у Ферганській долині.
Член РКП(б) з 1924 року.
У 1924—1929 роках — голова Медвежинського районного секретаріату профспілок; завідувач організаційного відділу Медвежинського районного комітету ВКП(б) Північно-Кавказького краю; завідувач організаційного відділу Петровського районного комітету ВКП(б) Північно-Кавказького краю.
У 1929—1930 роках — студент Північно-Кавказької практичної сільськогосподарської академії імені Андрєєва. У 1930—1933 роках — студент Новочеркаського зернового (сільськогосподарського) інституту, закінчив три курси.
У 1933—1935 роках — заступник начальника політичного відділу свинорадгоспу «Донсвиновод» Мечетинського району Північно-Кавказького краю.
У 1935—1937 роках — начальник політичного відділу вівцерадгоспу «Красный чабан» Зимовниковського району Азово-Чорноморського краю.
У липні 1937 — березні 1939 року — 1-й секретар Новопокровського районного комітету ВКП(б) Краснодарського краю.
У квітні — червні 1939 року — завідувач відділу керівних партійних органів Краснодарського крайового комітету ВКП(б).
У червні 1939 — вересні 1940 року — секретар Краснодарського крайового комітету ВКП(б) з кадрів.
У липні 1940 — 7 вересня 1942 року — 3-й секретар ЦК КП(б) Молдавії.
Після початку німецько-радянської війни в 1941 році служив у штабі Південного фронту.
У липні 1942 — квітні 1943 року — заступник голови виконавчого комітету Краснодарської крайової ради депутатів трудящих.
У квітні — серпні 1943 року — секретар Краснодарського крайового комітету ВКП(б) з тваринництва.
У серпні 1943 — липні 1944 року — заступник секретаря Краснодарського крайового комітету ВКП(б) з тваринництва.
У липні 1944 — березні 1948 року — голова виконавчого комітету Краснодарської крайової ради депутатів трудящих.
У 1948 році — слухач Курсів перепідготовки при ЦК ВКП(б).
У липні 1948 — квітні 1949 року — голова виконавчого комітету Челябінської обласної ради депутатів трудящих.
20 квітня 1949 — 1 жовтня 1952 року — заступник голови Ради міністрів Російської РФСР.
У 1952—1953 роках — в.о. заступника начальника, заступник начальника Інспекції при міністрі сільського господарства та заготівель СРСР.
У 1953—1954 роках — в.о. заступника начальника, заступник начальника Головної виробничо-територіальної інспекції Міністерства сільського господарства СРСР.
У 1954—1955 роках — уповноважений ЦК КПРС із організованих зернових радгоспів Кзилтуської зони Кокчетавської області Казахської РСР.
Помер 18 травня 1963 року.

## Нагороди та відзнаки
- орден Вітчизняної війни І ст.
- орден Трудового Червоного Прапора (16.03.1940)
- орден Червоної Зірки
- орден «Знак Пошани»
- медаль «За оборону Кавказу»
- медалі